# Barlow (Kentucky)
Barlow – miasto w Stanach Zjednoczonych, w stanie Kentucky, w hrabstwie Ballard.